# العلوم والتقنية في المملكة المتحدة

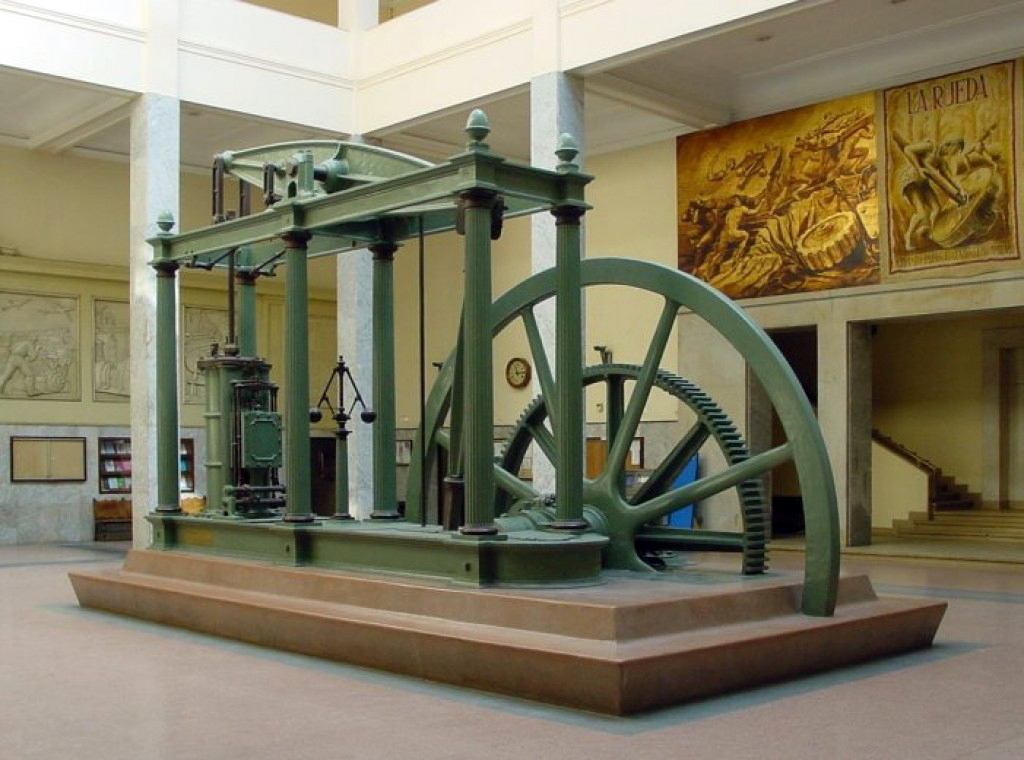
المحرك البخاري، الذي أشعل الثورة الصناعية في المملكة المتحدة، ولعب دورا رئيسيا في أن يصبح الأولى في العالم الدول الصناعية

العلم والتكنولوجيا لها تاريخ طويل في المملكة المتحدة، وهي نتاج العديد من الشخصيات المهمة والبارزة التي يعود لهم فضل التطوير في العديد من المجالات العلمية وتقديم العديد من الأدوات والاختراعات والبحوث والاطروحات والنظريات وأفكار جديدة، يمكن سرد قوائم لا حصر لها لتشمل اسحق نيوتن وضع قوانين الحركة وصئغ نظرية الجاذبية الذي ينظر إليه على أنه حجر الزاوية في العلم الحديث وتشارلز داروين صاحب نظرية التطور بواسطة الانتقاء الطبيعي أمر أساسي لتطوير البيولوجيا الحديثة.الاكتشافات العلمية الرئيسية وتشمل الهيدروجين بواسطة هنري كافنديش، البنسلين عن طريق الكسندر فليمنغ، وبنية الحمض النووي، من قبل فرانسيس كريك وغيرهم. المشاريع الهندسية الكبرى والتطبيقات التي يتبعها الناس من المملكة المتحدة وتشمل قاطرة البخار التي وضعها ريتشارد تريفيثيك وأندرو فيفيان، والمحرك النفاث من قبل فرانك ويتل، والشبكة العالمية من قبل تيم بيرنرز لي , علماء المملكة المتحدة استمروا في لعب دور رئيسي في تطوير العلوم والتكنولوجيا والقطاعات التكنولوجية الرئيسية وتشمل الطيران والسيارات والصناعات الدوائية

## التقدم الكبير الذي تحقق في المملكة المتحدة

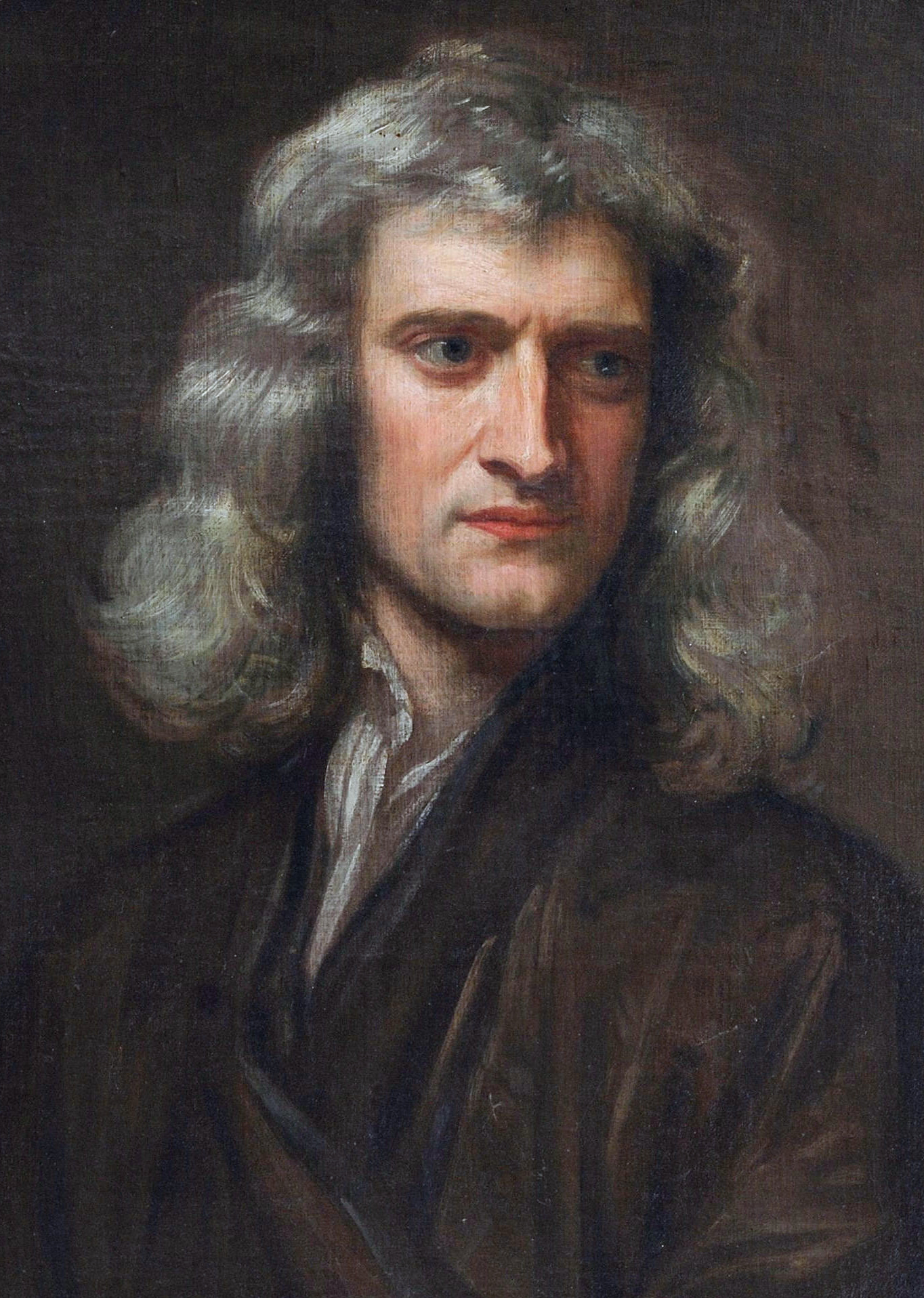
السير اسحاق نيوتن
(1643-1727)، الذي يعتبر على نطاق واسع مؤسس الفيزياء الحديثة والرياضيات

إنجلترا واسكتلندا كانت مركز الثورة العلمية من في القرن 17  والمملكة المتحدة قادت الثورة الصناعية في القرن 18  واستمرت في إنتاج العلماء والمهندسين الذين لهم الفضل في تقدم مهم في كثير من المجالات، بعض من النظريات الكبرى، وترد الاكتشافات والتطبيقات المتقدمة من قبل اشخاص من المملكة المتحدة أدناه.
- وضع قوانين الحركة وصئغ نظرية الجاذبية، من قبل عالم الفيزياء، الرياضيات، الفلك، الفيلسوف، الخيميائي، واللاهوتي، السير إسحق نيوتن (1643-1727).
- اكتشاف الهيدروجين، بواسطة هنري كافنديش (1731-1810).
- اختراع القاطرة البخارية، من قبل ريتشارد ترافيثيك (1771-1833) وفيفيان أندرو (1759-1842).
- المحرك الكهربائي، من قبل مايكل فاراداي (1771-1867)، الذي جعل كهرباء قابلة للاستخدام في مجال التكنولوجيا.
- نظرية الديناميكا الهوائية، من قبل السير جورج كيلي (1773-1857).
- أول سكة حديدية بخارية عامة، من قبل جورج ستيفنسون (1781-1848).
- أول تلغراف كهربائي تجاري شارك في اختراعه السير وليام كوك (1806-1879) وتشارلز ويتستون (1802-1875).
- أول نفق تحت نهر صالح للملاحة النهرية، وأول سفين بحرية مصنوعة من الحديد وأول خط سكة حديد تعمل بخدمات التوصيل السريع، من قبل إسمبورد برونيل (1806-1859).
- واضع نظرية التطور عن طريق الانتقاء الطبيعي أساس العلوم البيولوجية الحديثة من قبل تشارلز داروين (1809-1882).
- اختراع المصباح المتوهج، من قبل جوزيف سوان (1826-1914).
- توحيد الكهرومغناطيسية، بواسطة جيمس كليرك ماكسويل (1831-1879).
- أول عملية اتصال هاتفي، عبر براءة اختراع من قبل ألكسندر غراهام بيل (1847-1922).
- اكتشاف البنسلين، من قبل عالم الأحياء، وعلم العقاقير، السير ألكسندر فليمنغ (1881-1955).
- أول مخترع نظام تلفزيون عملية أظهرت علانية والتلفزيون الملون، من قبل جون لوجي بيرد (1888-1946).

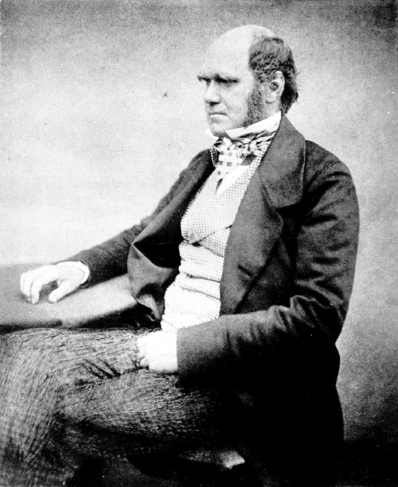
تشارلز داروين (1809-1882)اشتهر بنظرية التطور
ومبدأ الانتقاء الطبيعيحول نشأة الكائنات الحية

- صياغة الأولى ذات مغزى من ميكانيكا الكم مع النسبية الخاصة من قبل بول ديراك (1902-1984) في معادلة تحمل اسمه، وتوقعاته المادة المضادة لاحقاً.
- اختراع المحرك النفاث، من قبل فرانك ويتل (1907-1996).
- اختراع الحوامات، بواسطة كريستوفر كاكورول (1910-1999).
- آلة تورنغ، من قبل آلان تورنغ (1912-1954)، واستنادا إلى حديث الكمبيوتر.
- بنية الحمض النووي، من قبل فرانسيس كريك (1916-2004)وغيرهم.
- اختراع آلية هيغز تفسير أصل الكتلة للجسيمات الأولية وبوزونات من قبل بيتر هيغز (1929 -).
- نظريات في علم الكونيات، الجاذبية الكمية والثقوب السوداء من قبل ستيفن هوكينغ (1942-2018).
- اختراع الشبكة العالمية، من قبل تيم بيرنرز لي (1955 -).

## الصناعات القائمة على التكنولوجيا
المملكة المتحدة تلعب رائدا في صناعة الطيران، يضم الشركات من بينها شركة رولز رويس تلعب دورا قياديا في السوق المحرك الهوائية ؛ بي إيه إي سيستمز بصفتها أكبر شركات بريطانيا ومزود لوزارة الدفاع البنتاجون، بما في ذلك شركة جي كي بصفتها كبرى الموردين لشركة إيرباص , اثنين من شركات مقرها بريطانيا، غلاكسو سميث كلاين واسترا زينيكا، صنفت في المرتبة الخماسة عاميا في مجال الأدوية من حيث المبيعات في عام 2009، وشركات في المملكة المتحدة اكتشفت وطورت أدوية أكثر تقدما وفعالية أكثر من أي بلد آخر بإستثناء الولايات المتحدة، المملكة المتحدة لا تزال مركزا رائدا في إنتاج وتصميم السيارات لا سيما من المحركات ولها حول 2600 مكون مصنعي

## البحث العلمي
البحث العلمي والتطوير لا تزال مهمة في الجامعات البريطانية، مع إنشاء الحدائق العلمية لتسهيل الإنتاج والتعاون مع الصناعة، وبين عامي 2004 - 2008 أنتج في المملكة المتحدة بنسبة 7٪ من الأوراق في العالم البحث العلمي، وكان لها حصة 8٪ من الاستشهادات العلمية، وثالث وثاني أعلى المعدلات في العالم (بعد الولايات المتحدة والصين والولايات المتحدة على التوالي) المجلات العلمية التي تنتج في المملكة المتحدة وتشمل الطبيعة والمجلة الطبية البريطانية ومجلة لانسيت.
كانت بريطانيا واحدة من أكبر المستفيدين من تمويل الأبحاث من الاتحاد الأوروبي. من عام 2007 إلى عام 2013، تلقت المملكة المتحدة 8.8 مليار يورو من إجمالي 107 مليار يورو إنفاقًا على البحث والتطوير والابتكار في الدول الأعضاء في الاتحاد الأوروبي والبلدان المرتبطة به والبلدان الثالثة، في ذلك الحين، كان ذلك يمثّل رابع أكبر حصة في الاتحاد الأوروبي. منح مجلس البحوث الأوروبي تمويلًا لـ 79 مشروعًا في المملكة المتحدة في عام 2017، وهو ما يفوق أي دولة أخرى في الاتحاد الأوروبي. احتلت المملكة المتحدة المرتبة الرابعة في مؤشر الابتكار العالمي أعوام 2020 و2021 و2022 و2023، وتراجعت للمركز الخامس في مؤشر عام 2024.